# Сестре Бозвел
Сестре Бозвел (енгл. The Boswell Sisters) је била вокална група сачињена од три сестре: Марте Бозвел (енгл. Martha Boswell; 9. јун 1905 — 2. јул 1958), Кони Бозвел (енгл. Connee Boswell, заправо Connie, 3. децембар 1907 — 11. октобар 1976) и Хелвише „Вет“ Бозвел (енгл. Helvetia „Vet“ Boswell; 20. мај 1911 — 12. новембар 1988). Заштитни знак групе биле су сложене хармоније и ритмички експерименти. Група је у САД била популарна тридесетих година прошлог века. 
Сестре су одгајане у Њу Орлеансу, Луизијана, у средњокласној породици. Марта и Кони су рођене у Канзас Ситију, Мисури, а Вет у Бирмингему, Алабама. (Кони је променила писање свог имена у Connee, 1940-их).
Постале су познате у Њу Орлеансу још као тинејџерке, појављујући се у локалним позориштима и на радију. Свој први снимак, сестре су направиле за Виктор Рекордс, 1925. 
Међутим, на националном нивоу, група је постала позната тек када су се преселиле у Њујорк, 1930-их година. После неколико снимака за Оке Рекордс, од 1931 до 1935 снимале су за Брансвик рекордс. Ти снимци се сматрају прекретницом у вокалном џезу. Конина домишњатост и таленат за мењање већ популарних песама, заједно са занимљивим аранжманима Глена Милера и првокласним њујоршким музичарима, учинили су ове снимке посебним. Мелодије су реаранжиране, дуреви су мењани у молове (понекад на половини песме), а ритмичке промене су биле уобичајене. Интересантно, оне су биле једне од врло ретких извођача који су се усуђивали да мењају већ познате песме, јер током тог периода, музичке куће то нису одобравале.
Име њихове песме из 1934, Rock and Roll је једно од раних коришћења овог израза. То није једна од њихових бољих песама; односи се на „ролинг рокинг ритам мора“.
1936, група је потписала ауговор са издавачком кућом Дека и после само три снимка га прекинула (последњи снимак су снимиле 12. фебруара исте године).
Кони је наставила са успешном солистичком каријером, у истој издавачкој кући. Тада је променила писање свог имена, ради лакшег потписивања. Интересантно је напоменути да је Кони певала са столице на точкиће - или из седећег положаја - током целе каријере, због једног инцидента који јој се десио као девојчици. Невероватно, кад је покушала кренути са америчком туром током Другог светског рата, није добила дозволу да путује преко океана због овог инвалидитета.
Током тридесетих, сестре су имале 20 хитова, укључујући и хит број један, песму The Object of My Affection, 1935.
Ендруз сестре (енгл. The Andrews Sisters) почеле су каријеру као имитаторке Бозвел сестри. Млада Ела Фицџералд их је волела и углавном идолизовала Кони, а по њеном начину певања усавршила свој.
Садашње групе The Phister Sisters, Stolen Sweets и Boswellmania, или италијански трио Sorelle Marinetti настављају да имитирају њихов стил. The Ditty Bops су певале њихове песме на концертима.
2001, мјузикл о њиховим животима је извођен у Олд Глоб позоришту у Сан Дијегу, Калифорнија. У комаду су играли Мишел Дафи, Елизабет Ворд Ленд и Ејми Пиц, а продуцирао га је исти тим као и за представу Forever Plaid. Шоу је одушевио публику и добио позитивне критике, али није изабран да буде извођен на Бродвеју.
1998, група је укључена у Vocal Group Hall of Fame. На церемонији на којој су њихове песме изводиле The Phister Sisters, Бозвел сестре су такође укључене и у Louisana Music Hall of Fame, 2008.